# Новопокровское сельское поселение (Новопокровский район)
Новопокровское сельское поселение — муниципальное образование в составе Новопокровского района Краснодарского края России.
В рамках административно-территориального устройства Краснодарского края ему соответствует Новопокровский сельский округ.
Административный центр — станица Новопокровская.

## Население
| 2002    | 2010    | 2012    | 2013    | 2014    | 2015    | 2016    |
| ------- | ------- | ------- | ------- | ------- | ------- | ------- |
| 19 213  | ↗19 771 | ↘19 652 | ↘19 639 | ↘19 619 | ↘19 556 | ↗19 592 |
| 2017    | 2018    | 2019    | 2020    | 2021    | 2023    |         |
| ↗19 627 | ↘19 575 | ↘19 434 | ↘19 415 | ↘18 694 | ↘18 537 |         |

## Населённые пункты
В состав сельского поселения (сельского округа) входят 4 населённых пункта:
| № | Населённый пункт | Тип населённого пункта | Население (чел.) |
| - | ---------------- | ---------------------- | ---------------- |
| 1 | Горький          | посёлок                | ↘2               |
| 2 | Ея               | хутор                  | ↘50              |
| 3 | Лесничество      | посёлок                | ↘35              |
| 4 | Новопокровская   | станица                | ↘18 559          |

### Упразднённые населённые пункты
Меклета — упразднённый в 1997 году хутор.